# Gułów (gmina)
Gułów (od 1973 Adamów) – dawna gmina wiejska istniejąca do 1954 roku w woj. lubelskim. Siedzibą władz gminy był Gułów, a następnie Adamów.
Za Królestwa Polskiego gmina należała do powiatu łukowskiego w guberni siedleckiej. 13 stycznia 1870 do gminy przyłączono pozbawiony praw miejskich Adamów. 
1 kwietnia 1929 dołączono od niej wieś Natalin z gminy Łysobyki.
W okresie powojennym gmina należała do powiatu łukowskiego w woj. lubelskim. Według stanu z dnia 1 lipca 1952 roku gmina składała się z 10 gromad.
Gmina została zniesiona 29 września 1954 roku wraz z reformą wprowadzającą gromady w miejsce gmin. Jednostki nie przywrócono 1 stycznia 1973 roku po reaktywowaniu gmin, utworzono natomiast jej terytorialny odpowiednik, gminę Adamów.